# بادوله
بادوله، شهری است از توابع بخش کاکی در شهرستان دشتی استان بوشهر که در ۲۸ آذر ۱۳۹۱، به شهر ارتقاء یافت.
بادوله بین حد فاصل ۳۰ کیلومتری شهرخورموج از توابع استان بوشهر و ۵ کیلومتری شهر کاکی قرار دارد.
بادوله بر اساس سرشماری سال ۱۳۹۵ جمعیت آن ۴۰۲۸ نفر (۱۱۰۰ خانوار) و در سال ۱۳۸۵ جمعیت آن ۳۵۵۸ نفر (۷۵۵ خانوار) بوده‌است.
شغل اکثر مردم آن کشاورزی است و عمده محصول آن گوجه فرنگی (کشت زمستانه) است، علاوه بر آن پیاز، هندوانه، خربزه، بادمجان، انواع سبزی‌جات، خیار سبز، خرما، فلفل، بامیه، کنار، تنباکو و... نیز از دیگر محصولات آن است.